# Silberner Bär/Großer Preis der Jury

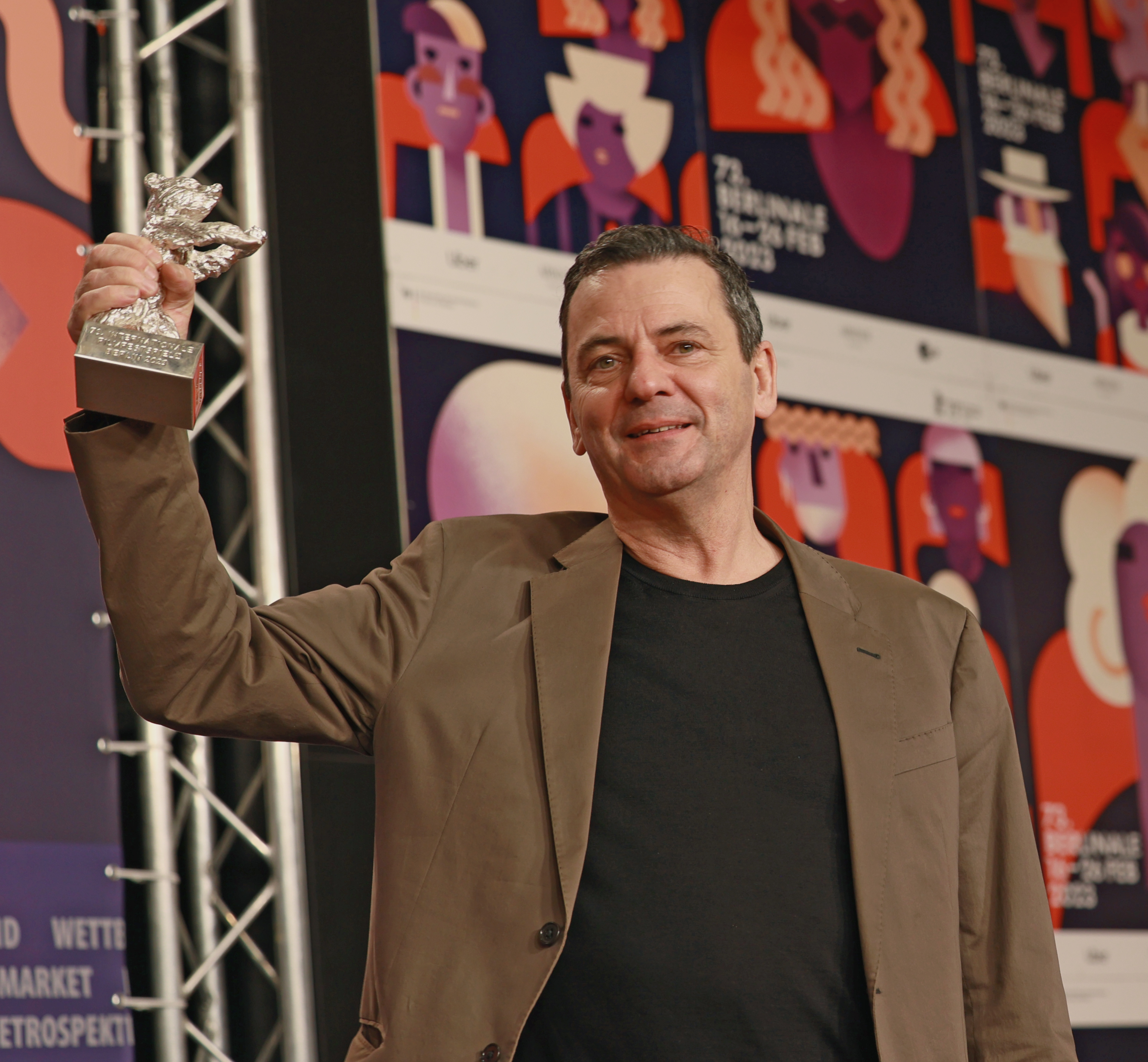
Christian Petzold mit seinem gewonnenen Silbernen Bären für Roter Himmel (2023)

Der mit dem Silbernen Bären prämierte Große Preis der Jury zeichnet bei den jährlich veranstalteten Filmfestspielen von Berlin nach dem Goldenen Bären den zweitbesten Langfilm des Wettbewerbs aus. Der Preis wurde erstmals bei der siebenten Auflage des Filmfestivals im Jahr 1957 als „Sonderpreis“ verliehen. Zuvor waren unbetitelte Silberne Bären vergeben worden. Von 1961 bis 1972 firmierte die Auszeichnung unter dem Namen „Sonderpreis der Jury“, von 1973 bis 1998 als „Spezialpreis der Jury“. Seit dem Jahr 1999 lautet die offizielle Bezeichnung „Großer Preis der Jury“. Über die Vergabe stimmt die Wettbewerbsjury ab, die sich meist aus internationalen Filmschaffenden zusammensetzt.

## Preisträger
Am häufigsten ausgezeichnet wurden die Werke französischer Filmregisseure (10 Siege), gefolgt von ihren Kollegen aus Italien (9 Siege), den USA und Deutschland (je 7). Je zweimal prämiert wurden der Brasilianer Ruy Guerra (1964 und 1978), der Bosnier Danis Tanović (2013 und 2016) und der Südkoreaner Hong Sang-soo (2022 und 2024).
Mehrfach in der Vergangenheit konnte sich die Jury nicht auf einen Sieger einigen. Filmregisseure aus dem deutschsprachigen Kino waren erstmals 1966 erfolgreich, als sich der Deutsche Peter Schamoni (Schonzeit für Füchse) gegen die Konkurrenz durchsetzen konnten. Ihm folgten Ulrich Schamoni (1967 für Alle Jahre wieder ), Werner Herzog (1968 für Lebenszeichen), Peter Zadek (1969 für Ich bin ein Elefant, Madame), Andreas Dresen (2002 für Halbe Treppe), Maren Ade (2009 für Alle anderen) und Christian Petzold (2023 für Roter Himmel).
| Jahr                                                       | Originaltitel                                                      | Deutscher Titel                                    | Regie                                        |                                    |
| Silberner Berliner Bär (1951–1956)                         | Silberner Berliner Bär (1951–1956)                                 | Silberner Berliner Bär (1951–1956)                 | Silberner Berliner Bär (1951–1956)           | Silberner Berliner Bär (1951–1956) |
| ---------------------------------------------------------- | ------------------------------------------------------------------ | -------------------------------------------------- | -------------------------------------------- | ---------------------------------- |
| 1951 a                                                     | Il cammino della speranza                                          | Weg der Hoffnung                                   | Pietro Germi                                 |                                    |
| 1951 a                                                     | Leva på ‚Hoppet‘                                                   | Fahrt ins Blaue                                    | Göran Gentele                                |                                    |
| 1951 a                                                     | The Tales of Hoffmann                                              | Hoffmanns Erzählungen                              | Michael Powell                               |                                    |
| 1951 a                                                     | The Tales of Hoffmann                                              | Hoffmanns Erzählungen                              | Emeric Pressburger                           |                                    |
| 1952                                                       | Fanfan, la tulipe                                                  | Fanfan, der Husar                                  | Christian-Jaque                              |                                    |
| 1953                                                       | Magia verde                                                        | Das grüne Geheimnis                                | Gian Gaspare Napolitano                      |                                    |
| 1954                                                       | Pane, amore e fantasia                                             | Brot, Liebe und Fantasie                           | Luigi Comencini                              |                                    |
| 1955                                                       | Marcellino pan y vino                                              | Das Geheimnis des Marcellino                       | Ladislao Vajda                               |                                    |
| 1956                                                       | Richard III („Internationaler Preis“)                              | Richard III.                                       | Laurence Olivier                             |                                    |
| Silberner Berliner Bär – Sonderpreis (1957–1959)           |                                                                    |                                                    |                                              |                                    |
| 1957 b                                                     | Amenecer en puerta oscura                                          | Der Tag der Verdammten (Wem Gott vergibt)          | José María Forqué                            |                                    |
| 1958                                                       | दो आँखें बारह हाथ (Do Aankhen Barah Haath)                               | Zwei Augen – Zwölf Hände                           | V. Shantaram                                 |                                    |
| 1959                                                       | Preis nicht vergeben c                                             | Preis nicht vergeben c                             | Preis nicht vergeben c                       |                                    |
| Silberner Berliner Bär – Sonderpreis der Jury (1960–1972)  |                                                                    |                                                    |                                              |                                    |
| 1960                                                       | Les jeux de l’amour („für die beste Filmkomödie“)                  | Liebesspiele                                       | Philippe de Broca                            |                                    |
| 1961 d                                                     | Une femme est une femme                                            | Eine Frau ist eine Frau                            | Jean-Luc Godard                              |                                    |
| 1961 d                                                     | Mabu                                                               | Der Kutscher                                       | Kang Dae-jin                                 |                                    |
| 1962                                                       | 이 생명 다하도록 (Isaengmyeong dahadorok) e                        | Bis zum letzten Tag                                | Shin Sang-ok                                 |                                    |
| 1963                                                       | The Caretaker                                                      | Der Hausmeister                                    | Clive Donner                                 |                                    |
| 1964                                                       | Os Fuzis (Regie)                                                   | Die Gewehre                                        | Ruy Guerra                                   |                                    |
| 1965                                                       | Le bonheur                                                         | Glück aus dem Blickwinkel des Mannes               | Agnès Varda                                  |                                    |
| 1965                                                       | Repulsion                                                          | Ekel                                               | Roman Polanski                               |                                    |
| 1966 f                                                     | Schonzeit für Füchse                                               | Schonzeit für Füchse                               | Peter Schamoni                               |                                    |
| 1967 g                                                     | La collectionneuse                                                 | Die Sammlerin                                      | Éric Rohmer                                  |                                    |
| 1968 h                                                     | Come l’amore                                                       | So etwas wie Liebe                                 | Enzo Muzii                                   |                                    |
| 1968 h                                                     | Lebenszeichen („für erste Spielfilm-Regie“)                        | Lebenszeichen                                      | Werner Herzog                                |                                    |
| 1968 h                                                     | Nevinost bez zastite                                               | Unschuld ohne Schutz                               | Dušan Makavejev                              |                                    |
| 1969 i                                                     | Brasil ano 2000                                                    | Brasilien anno 2000                                | Walter Lima jr.                              |                                    |
| 1969 i                                                     | Greetings                                                          | Greetings                                          | Brian De Palma                               |                                    |
| 1969 i                                                     | Ich bin ein Elefant, Madame                                        | Ich bin ein Elefant, Madame                        | Peter Zadek                                  |                                    |
| 1969 i                                                     | Made in Sweden                                                     | Made in Sweden                                     | Johan Bergenstrahle                          |                                    |
| 1969 i                                                     | Un tranquillo posto di campagna                                    | Das verfluchte Haus                                | Elio Petri                                   |                                    |
| 1970                                                       | Preis nicht vergeben (Abbruch der Berlinale)                       | Preis nicht vergeben (Abbruch der Berlinale)       | Preis nicht vergeben (Abbruch der Berlinale) |                                    |
| 1971 j                                                     | Il decameron                                                       | Decameron                                          | Pier Paolo Pasolini                          |                                    |
| 1972                                                       | The Hospital                                                       | Hospital                                           | Arthur Hiller                                |                                    |
| Silberner Berliner Bär – Spezialpreis der Jury (1973–1998) |                                                                    |                                                    |                                              |                                    |
| 1973 k                                                     | Il n’y a pas de fumée sans feu                                     | Kein Rauch ohne Feuer                              | André Cayatte                                |                                    |
| 1974 l                                                     | L’horloger de Saint-Paul                                           | Der Uhrmacher von St. Paul                         | Bertrand Tavernier                           |                                    |
| 1975                                                       | Dupont Lajoie                                                      | Monsieur Dupont                                    | Yves Boisset                                 |                                    |
| 1975                                                       | Overlord                                                           | Kennwort: Overlord                                 | Stuart Cooper                                |                                    |
| 1976                                                       | Canoa                                                              | Hetzjagd in Canoa                                  | Felipe Cazals                                |                                    |
| 1977                                                       | Le diable probablement                                             | Der Teufel möglicherweise                          | Robert Bresson                               |                                    |
| 1978                                                       | A Queda                                                            | Der Fall                                           | Ruy Guerra                                   |                                    |
| 1978                                                       | A Queda                                                            | Der Fall                                           | Nelson Xavier                                |                                    |
| 1979 m                                                     | Iskanderija... lih?                                                | Alexandria... warum?                               | Youssef Chahine                              |                                    |
| 1980                                                       | Chiedo asilo                                                       | Mein Asyl                                          | Marco Ferreri                                |                                    |
| 1981                                                       | আকালের সন্ধানে (Akaler Sandhane)                                        | Die Suche nach der Hungersnot                      | Mrinal Sen                                   |                                    |
| 1982                                                       | Dreszcze („für die größte Originalität“)                           | Schauder                                           | Wojciech Marczewski                          |                                    |
| 1983                                                       | Hakkari'de Bir Mevsim                                              | Eine Saison in Hakkari                             | Erden Kıral                                  |                                    |
| 1984 n                                                     | No habrá más penas ni olvido                                       | Schmutziger Kleinkrieg                             | Héctor Olivera                               |                                    |
| 1985                                                       | Szirmok, virágok, koszorúk                                         | Blüten, Blumen, Kränze                             | László Lugossy                               |                                    |
| 1986                                                       | La messa è finita                                                  | Die Messe ist aus                                  | Nanni Moretti                                |                                    |
| 1987                                                       | 海と毒薬 (Umi to dokuyaku)                                         | Das Meer und das Gift                              | Kei Kumai                                    |                                    |
| 1988                                                       | Комиссар (Kommissar)                                               | Die Kommissarin                                    | Alexander Askoldow                           |                                    |
| 1989                                                       | 晚鐘 (Wan zhong)                                                   | Abendglocken                                       | Wu Ziniu                                     |                                    |
| 1990                                                       | Астенический синдром (Asteniceskij sindrom)                        | Das asthenische Syndrom                            | Kira Muratowa                                |                                    |
| 1991                                                       | La condanna                                                        | Die Verurteilung                                   | Marco Bellocchio                             |                                    |
| 1991                                                       | Сатана (Satana)                                                    | Der Satan                                          | Viktor Aristow                               |                                    |
| 1992                                                       | Édes Emma, drága Böbe – vázlatok, aktok                            | Süße Emma, liebe Böbe                              | István Szabó                                 |                                    |
| 1993 o                                                     | Arizona Dream                                                      | Arizona Dream                                      | Emir Kusturica                               |                                    |
| 1994                                                       | Fresa y chocolate                                                  | Erdbeer und Schokolade                             | Tomás Gutiérrez Alea                         |                                    |
| 1994                                                       | Fresa y chocolate                                                  | Erdbeer und Schokolade                             | Juan Carlos Tabío                            |                                    |
| 1995 p                                                     | Smoke („und für die schauspielerische Leistung von Harvey Keitel“) | Smoke                                              | Wayne Wang                                   |                                    |
| 1996                                                       | Lust och fägring stor                                              | Schön ist die Jugendzeit                           | Bo Widerberg                                 |                                    |
| 1997                                                       | 河流 (He liu)                                                      | Der Fluss                                          | Tsai Ming-liang                              |                                    |
| 1998                                                       | Wag the Dog                                                        | Wag the Dog – Wenn der Schwanz mit dem Hund wedelt | Barry Levinson                               |                                    |
| Silberner Berliner Bär – Großer Preis der Jury (1999–2002) |                                                                    |                                                    |                                              |                                    |
| 1999                                                       | Mifunes sidste sang                                                | Mifune – Dogma III                                 | Søren Kragh-Jacobsen                         |                                    |
| 2000 q                                                     | 我的父亲母亲 (Wo de fu qin mu qin)                                 | Heimweg – The Road Home                            | Zhang Yimou                                  |                                    |
| 2001 r                                                     | 十七岁的单车 (Shiqi sui de dan che)                                | Beijing Bicycle                                    | Wang Xiaoshuai                               |                                    |
| 2002                                                       | Halbe Treppe                                                       | Halbe Treppe                                       | Andreas Dresen                               |                                    |
| Silberner Bär – Großer Preis der Jury (seit 2003)          |                                                                    |                                                    |                                              |                                    |
| 2003                                                       | Adaptation                                                         | Adaption – Der Orchideen-Dieb                      | Spike Jonze                                  |                                    |
| 2004                                                       | El abrazo partido                                                  | El Abrazo Partido                                  | Daniel Burman                                |                                    |
| 2005                                                       | 孔雀 (Kǒng Què)                                                    | Kong Que                                           | Gu Changwei                                  |                                    |
| 2006                                                       | Offside                                                            | Offside                                            | Jafar Panahi                                 |                                    |
| 2006                                                       | En Soap                                                            | En Soap                                            | Pernille Fischer Christensen                 |                                    |
| 2007                                                       | El otro                                                            | Der Andere                                         | Ariel Rotter                                 |                                    |
| 2008                                                       | Standard Operating Procedure                                       | Standard Operating Procedure                       | Errol Morris                                 |                                    |
| 2009                                                       | Alle anderen                                                       | Alle anderen                                       | Maren Ade                                    |                                    |
| 2009                                                       | Gigante                                                            | Gigante                                            | Adrián Biniez                                |                                    |
| 2010                                                       | Eu când vreau să fluier, fluier                                    | Eu când vreau să fluier, fluier                    | Florin Șerban                                |                                    |
| 2011                                                       | A Torinói ló                                                       | Das Turiner Pferd                                  | Béla Tarr                                    |                                    |
| 2012 s                                                     | Csak a szél                                                        | Just the Wind                                      | Bence Fliegauf                               |                                    |
| 2013                                                       | Epizoda u životu berača željeza                                    | Aus dem Leben eines Schrottsammlers                | Danis Tanović                                |                                    |
| 2014                                                       | The Grand Budapest Hotel                                           | Grand Budapest Hotel                               | Wes Anderson                                 |                                    |
| 2015                                                       | El club                                                            | El Club                                            | Pablo Larraín                                |                                    |
| 2016                                                       | Smrt u Sarajevu                                                    | Smrt u Sarajevu                                    | Danis Tanović                                |                                    |
| 2017                                                       | Félicité                                                           | Felicité                                           | Alain Gomis                                  |                                    |
| 2018                                                       | Twarz                                                              | Die Maske                                          | Małgorzata Szumowska                         |                                    |
| 2019                                                       | Grâce à Dieu                                                       | Gelobt sei Gott                                    | François Ozon                                |                                    |
| 2020                                                       | Never Rarely Sometimes Always                                      | Niemals Selten Manchmal Immer                      | Eliza Hittman                                |                                    |
| 2021                                                       | 偶然と想像 (Gūzen to sōzō)                                         | Das Glücksrad                                      | Ryūsuke Hamaguchi                            |                                    |
| 2022                                                       | 소설가의 영화 (So-seol-ga-ui Yeong-hwa)                            | Die Schriftstellerin                               | Hong Sang-soo                                |                                    |
| 2023                                                       | Roter Himmel                                                       | Roter Himmel                                       | Christian Petzold                            |                                    |
| 2024                                                       | 여행자의 필요 (Yeohaengjaui pilyo)                                 | A Traveler’s Needs                                 | Hong Sang-soo                                |                                    |
| 2025                                                       | O último azul                                                      | Das tiefste Blau                                   | Gabriel Mascaro                              |                                    |

Anmerkungen